# Liang Shuyan
Liang Shuyan, född 16 september 1977, är en friidrottare från Kina. Hon deltog vid olympiska sommarspelen 2004.